# カリフォルニアカモメ
カリフォルニアカモメ（カリフォルニア鴎、学名:Larus californicus）は、チドリ目カモメ科に分類される鳥類の一種である。

## 分布
カナダ中部からアメリカ西部の内陸部で繁殖し、冬期はアメリカ西海岸で越冬する。
日本では迷鳥として、1988年に神奈川県での記録がある。

## 形態
体長約53cm。羽色はセグロカモメと似ているが、足が黄色または緑黄色であることと、頭部が小さく胴体が長めであることで区別できる。

## 保全状態評価
- LEAST CONCERN (IUCN Red List Ver. 3.1 (2001))